# Качурина, Валентина Васильевна
Валентина Васильевна Качурина (род. 9 ноября 1948, село Украинцево, Пензенская область) — советская и российская театральная актриса, народная артистка России (1999).

## Биография
Родилась 9 ноября 1948 года в селе Украинцево Иссинского района Пензенской области. Отец Василий Тимофеевич был комбайнёром.
Окончила Саратовское театральное училище им. И. Слонова (сейчас Театральный институт Саратовской государственной консерватории имени Собинова) в 1968 году (педагоги — Н. Д. Шляпникова, А. С. Быстряков), где училась вместе с народными артистами России Андреем Лещенко, Георгием Асатиани, Евгением Поплавским.
В 1968—1970 годах играла в Алтайском ТЮЗе (сейчас Государственный молодёжный театр Алтая) в Барнауле.
С сентября 1970 года выступает на сцене Челябинского театра драмы им. С. М. Цвиллинга (ныне — имени Наума Орлова). Стала ведущей актрисой театра, сыграла более 70 ролей.

## Награды и премии
- Лауреат областной премии «Орлёнок» в области литературы и искусства (1978).
- Дипломант фестиваля горьковской драматургии (Наташа, «Фальшивая монета», реж. Н. Ю. Орлов).
- Заслуженная артистка РСФСР (20 марта 1980).
- Значок Министерства культуры СССР «За отличную работу» (1987).
- Народная артистка России (4 марта 1999).
- Премия Законодательного собрания Челябинской области (2004).
- Медаль «За вклад в развитие Челябинской области» (2 ноября 2023) — за многолетний добросовестный труд, выдающиеся творческие заслуги и большой личный вклад в развитие театрального искусства Челябинской области
- Почётный гражданин Челябинской области (5 февраля 2019) — за большой личный вклад в развитие театрального искусства Челябинской области, выдающиеся творческие заслуги

## Работы в театре

### 1970-е годы
- «Старший сын» А. Вампилова — Нина
- «Дети Ванюшина» К. Найденова — Катя
- «Пять вечеров» А. Володина — Катя
- «Иванов» А. Чехова — Саша
- «История одной любви» А. Тоболяка — Катя
- «Бал манекенов» Б. Ясенского — Анжелика Арно
- «Иосиф Швейк…» Я. Гашека — Маричка
- «Тиль» Г. Горина
- «Русские люди» К. Симонова — Валя
- «Мещанин во дворянстве» Ж. Мольера — Люсиль
- «Сталевары» Ю. Бокарева — Тоня, Люба
- «Фантазии Фарятьева» А. Соколовой — Люба
- «Егор Булычев и др.» М. Горького — Шура
- «Берег» Ю. Бондарева — Эмма
- «Антоний и Клеопатра» В. Шекспира
- «Валентин и Валентина» М. Рощина — Дина
- «Село Степанчиково и его обитатели» Ф. Достоевского — Сашенька
- «Не было ни гроша…» А. Островского — Настенька
- «Западня» Э. Золя — Нана
- «С любимыми не расставайтесь» А. Володина — Девушка
- «Таблетку под язык» А. Макаенка — Вера
- «Исповедь»" В. Розова — Валя
- «Алена Арзамасская» К. Скворцова — Авдотья
- «Самая счастливая» Э. Володарского — Маша
- «Долги наши» Э. Володарского — Юрка
- «Жестокие игры» А. Арбузова — Девушка-ангел
- «Беседы при ясной луне» В. Шукшина — Маша
- «Отелло» В. Шекспира — Дездемона

### 1980-е годы
- «Ретро» А. Галина — Людмила
- «Фальшивая монета» М. Горького — Наташа
- «Беги, беги, вечерняя заря» Э. Володарского — Катя
- «Виндзорские насмешницы» В. Шекспира — миссис Пейдж
- «Волынщик из Стракониц» И. Тыла — Россана
- «Маленькие лисы» Л. Хеллман — Реджина
- «Маленькие трагедии» А. Пушкина — Донна Анна
- «Глоток свободы» Б. Окуджавы — Дама
- «Серебряная свадьба» А. Мишарина — Аглая
- «Король Лир» В. Шекспира — Регана
- «Вдовий пароход» И. Грековой — Ольга Николаевна
- «Брестский мир» М. Шатрова — Инесса Арманд
- «Семейный ужин в половине второго» В. Павлова — Ирина
- «Хищники» А. Исемского — Басаева

### 1990-е годы
- «Зойкина квартира» М. Булгакова — Зоя Пельц
- «Анфиса» Л. Андреева — Анфиса
- «Блэз» К. Манье — Кларенс
- «Царь Фёдор Иоанович» А. Толстого — царица Ирина Фёдоровна
- «Поздняя любовь» А. Островского — Людмила
- «На всякого мудреца довольно простоты» А. Островский — Мамаева (1995)
- «Идеальный муж» А. Уайльда — миссис Чивли (1996)
- «Чайка» А. Чехова — Аркадина (1997)
- «Мария Стюарт» Ф. Шиллера — Мария Стюарт (1998)

### 2000-е годы
- «Без вины виноватые» А. Островского — Кручинина (2001)
- «Женитьба» Н. Гоголь — Фёкла Ивановна (2002)
- «Адъютантша его Величества» И. Губача — корсиканка Эвлалия Понтиу — Жозефина (2003)
- «Чествование» Б. Слэйда — Мэгги (2004)
- «ОБЭЖ» — Госпожа Арсич (2005)
- «Самоубийство влюбленных на Острове Небесных Сетей» Тикамацу Мондзаэмон — мать О-Сан (2006)
- «Зелёная зона» М. Зуева — Паня (2006)